# Fonseca AC
Fonseca AC is een Braziliaanse voetbalclub uit Niterói, in de staat Rio de Janeiro.

## Geschiedenis
De club werd opgericht in 1917. Tussen 1937 en 1962 won de club elf keer het stadskampioenschap van Niterói. In 1959 werd de club ook voor het eerst kampioen van de staat Rio de Janeiro, de clubs uit de stad Rio speelden evenwel in een andere competitie. Door deze titel mocht de club in 1960 aantreden in de Taça Brasil, een competitie die een jaar eerder het levenslicht zag en de Braziliaanse landskampioen afleverde. Fonseca moest twee keer tegen Fluminense spelen en kreeg een 3-0 en 8-0 draai om de oren. Datzelfde jaar werd de staatstitel verlengd en in 1961 mocht de club weer aantreden in de Taça en speelde nu tegen America. Na een 0-0 gelijkspel verloor de club daarna met 3-0 en was opnieuw meteen uitgeschakeld. Na een jaar onderbreking werd de club in 1962 opnieuw kampioen en nam in 1963 een laatste keer deel aan de Taça. Deze keer kreeg de club een haalbare kaart voorgeschoteld met Rio Branco, de staatskampioen van Espírito Santo. Beide clubs wonnen een wedstrijd en er kwam een derde wedstrijd die gelijk eindigde. Omdat Rio Branco meer gescoord had mocht deze club door.

## Erelijst
Campeonato Fluminense
1959, 1960, 1962
Campeonato Niteroiense
1937, 1939, 1950, 1953, 1954, 1955, 1957, 1959, 1960, 1961, 1962